# Língua njerep
Ndunda ou  Njerep é uma  língua bantóide quase extinta falada por cerca de seis pessoas na Nigéria. Mais precisamente é falada no estado  de Taraba, nas proximidades de Sardauna LGA, próximo a Mvanip, Yerimaru, Kakara, noroeste de Gembu.